# Барио Бахо (Сан Педро Кахонос)
Барио Бахо (шп. Barrio Bajo) насеље је у Мексику у савезној држави Оахака у општини Сан Педро Кахонос. Насеље се налази на надморској висини од 1720 м.

## Становништво
Према подацима из 2005. године у насељу су живела 2 становника.

### Хронологија
| Година       | 2000         | 2005 |
| ------------ | ------------ | ---- |
| Становништво | 24 (11 / 13) | 2    |

### Попис
| # | Индикатор                        | Вредност |
| - | -------------------------------- | -------- |
| 1 | Укупно појединачних домаћинстава | 1        |